# Guryaani
Guryaani (en georgiano: გურჯაანი) es una ciudad en el sureste de Georgia, ubicada en el centro de la región de Kajetia y siendo la capital del municipio homónimo. La ciudad es el centro de una importante región vitícola y la sede de la eparquía de Guryaani y Velistsije.

## Toponimia
Hay muchas versiones del origen del nombre Guryaani en los cuentos populares. Según una de las versiones históricamente comprobadas, este nombre tiene un origen turco: la palabra Gurj es turca y significa georgiano, y Gurjaani significa un puesto de georgianos. Otra hipótesis es que se supone que el nombre Guryaani es una forma modificada de Guremani, ya que en un mapa de la Edad Media en el que se menciona a Guremani entre Ajtala y Chumlaj.

## Geografía
Guryaani está situada en la llanura del río Alazani, y 110 km al este de Tiflis.

### Clima
El clima es subtropical moderadamente húmedo. La temperatura media anual del aire es de 12,4 °C, mientras la temperatura media de enero es de 0,9 °C y la de julio de 23,6 °C. La precipitación media es de 804 mm por año.

## Historia
El territorio de Guryaani no ha sido estudiado arqueológicamente de forma sistemática. Los hallazgos ocasionales e incidentales, como entierros, cerámica y monedas bizantinas, sugieren que aquí había un asentamiento ya desde principios de la Edad Media. El nombre de Guryaani se documenta por primera vez como un pueblo en una carta emitida a nombre del rey Alejandro I de Kajetia en el siglo XVI, que otorga a la localidad una exención de impuestos. En documentos históricos, Guryaani se menciona con frecuencia junto con el topónimo de Kajtubani, que ahora es uno de los barrios de la ciudad y alberga la iglesia Kvelatsminda. Guryaani estaba en posesión de la familia noble Andronikashvili. Como resultado de una serie de incursiones o lekianobas desde las montañas de la vecina Daguestán, Guryaani había quedado prácticamente despoblada en la década de 1770.
Guryaani se convirtió en un asentamiento más grande cuando se construyó una línea de ferrocarril en Kajetia en el año 1915, que la conectó con la línea Tiflis-Telavi. Ya bajo la Unión Soviética se convirtió en el centro del raión homónimo recién creado, un predecesor del municipio actual, en 1930 y se convirtió en una ciudad en 1934. En 1929-1930, Guryaani fue el centro de la región de Kajetia. Durante la industrialización soviética, Guryaani tenía plantas de elaboración de vino, enlatado, destilación, fabricación de ladrillos y reparación mecánica.
La crisis política y económica postsoviética pasó factura a Guryaani en la década de 1990. La población disminuyó, la industria declinó y los delitos violentos aumentaron. Un grupo armado con vínculos con la organización paramilitar Mjedrioni estuvo implicado en varios asesinatos de perfil alto. La propia Mjedrioni tuvo el control de facto del raión de Guryaani de 1992 a 1995. A pesar de la relativa estabilidad económica y política lograda en la década de 2000, Guryaani todavía carece de algunos elementos de infraestructura y servicios urbanos adecuados.

## Demografía
La evolución demográfica de Guryaani entre 1939 y 2022 fue la siguiente:
| 4553                                            | 8186 | 10 279 | 10 954 | 12 594 | 10 029 | 8024 | 7387 |
| (Fuente: Population of Georgia in Soviet times) |      |        |        |        |        |      |      |

Históricamente, la población de Guryaani ha sido mayoritariamente georgiana.
|              | 1939      | 1939       | 2014      | 2014       |
| Grupo étnico | Población | Porcentaje | Población | Porcentaje |
| ------------ | --------- | ---------- | --------- | ---------- |
| Georgianos   | 3475      | 75,9%      | 7769      | 96,82%     |
| Rusos        | 627       | 13,7%      | 66        | 0,82%      |
| Ucranianos   | 627       | 13,7%      | 13        | 0,16%      |
| Armenios     | 353       | 7,7%       | 109       | 1,36%      |
| Osetios      | 19        | 0,4%       | 39        | 0,48%      |
| Ávaros       | -         | -          | 1         | 0,01%      |
| Judíos       | 36        | 0,8%       | -         | -          |
| Alemanes     | 13        | 0,3%       | -         | -          |
| Griegos      | 4         | 0,1%       | -         | -          |
| Asirios      | 8         | 0,2%       | -         | -          |
| Azeríes      | 3         | 0,1%       | -         | -          |
| Lezguinos    | 3         | 0,1%       | -         | -          |
| Kurdos       | 2         | 0,1%       | -         | -          |
| Total        | 4578      | 100%       | 8024      | 100%       |

## Economía
Guryaani es el centro de una región desarrollada de viticultura de Georgia. En la ciudad hay fábricas de elaboración de vino, conservas, alcohol, ladrillos y reparación mecánica. cultura

## Infraestructura

### Arquitectura, monumentos y lugares de interés
Los puntos de referencia importantes de la ciudad son Ajtala, un balneario histórico conocido localmente por sus baños de barro, y la iglesia Kvelatsminda de principios de la Edad Media (siglo VIII), el único ejemplo de un diseño de dos cúpulas en Georgia. También hay varios museos, el más grande de los cuales es el museo de Historia y Costumbres Locales de Guryaani. Otro de los museos es el que homenajea a Nato Vachnadze, una actriz soviética georgiana.

### Transporte
A pesar de que la ciudad tiene una estación de trenes, en Guryaani ya no se presta servicio para pasajeros.

## Cultura

### Deporte
El club de fútbol de la ciudad es FC Alazani Guryaani, que juega en la Liga Regionuli. El mayor logro del club se logró en la temporada 1992-93, cuando ocupó el tercer lugar en la Erovnuli Liga, dirigido por Otar Gabelia. El estadio del equipo es el estadio David Kipiani, nombrado así como tributo a David Kipiani.

## Personas ilustres
- Natela Iankoshvili (1918-2008): pintora y artista georgiana.
- Bela Chekurishvili (1974): periodista y poeta georgiana.
- Maka Purtseladze (1988): gran maestra de ajedrez georgiana.

## Galería

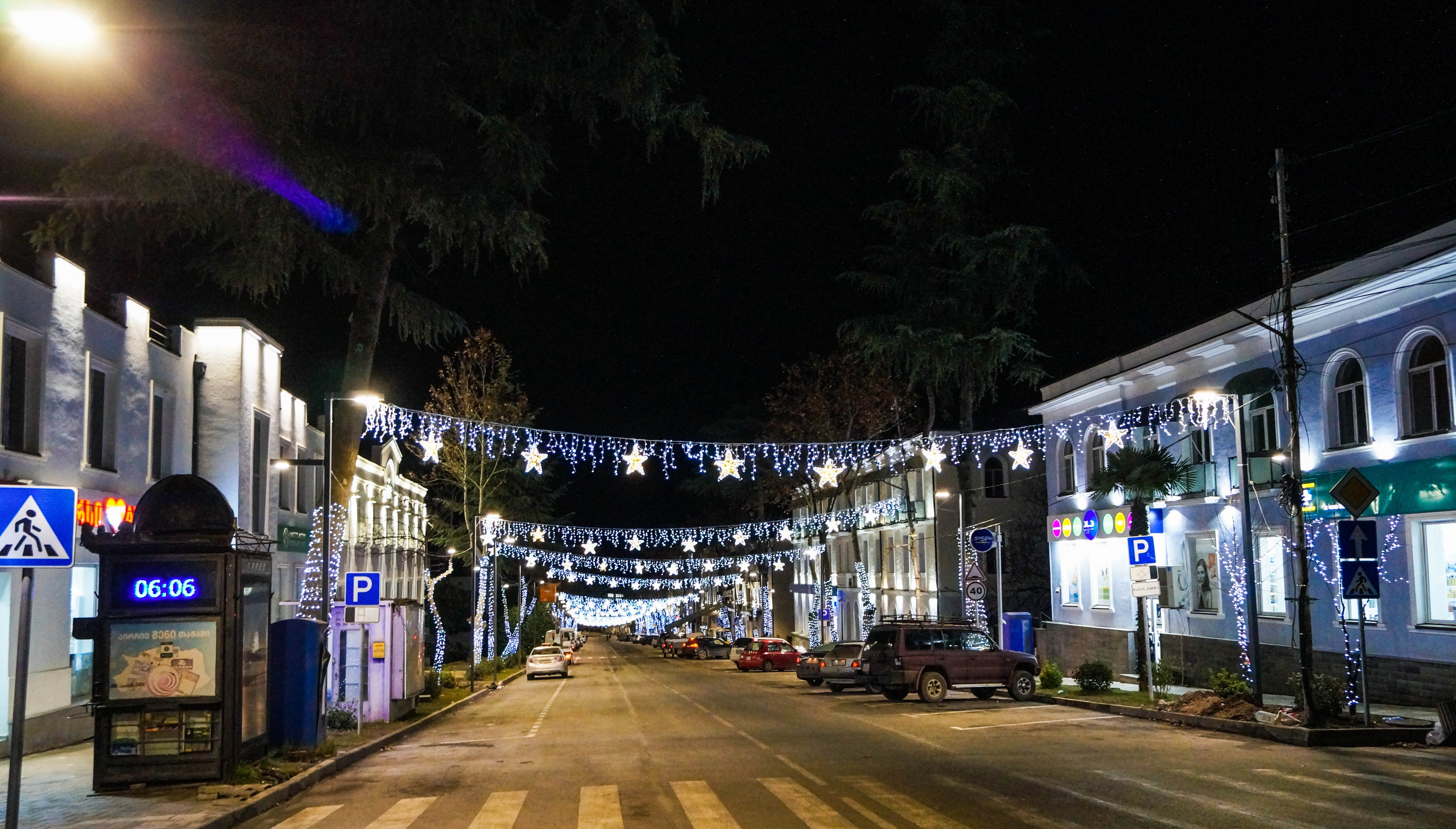
Calles de Guryaani por la noche
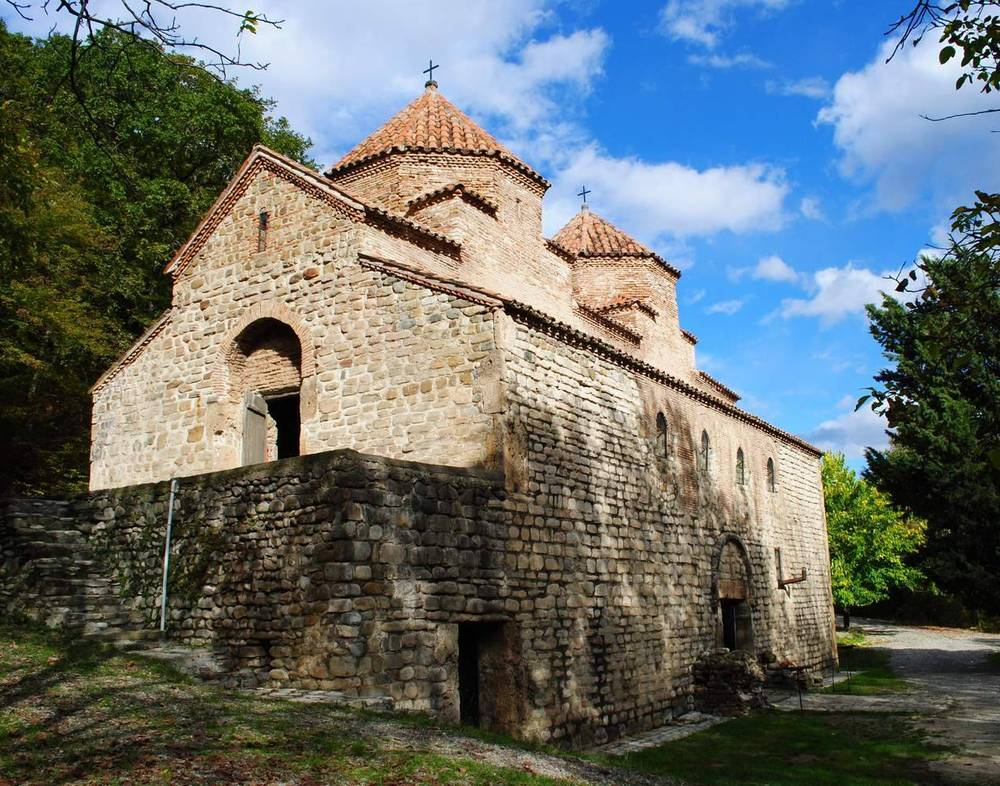
Iglesia Kvelatsminda de Guryaani
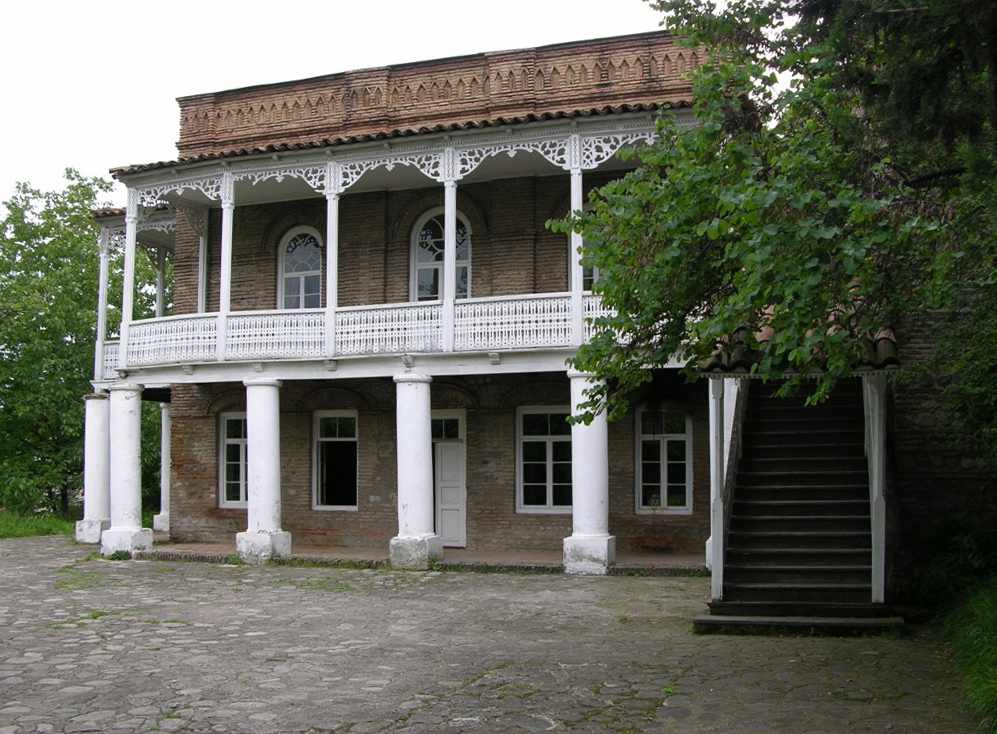
Museo de Nato Vachnadze
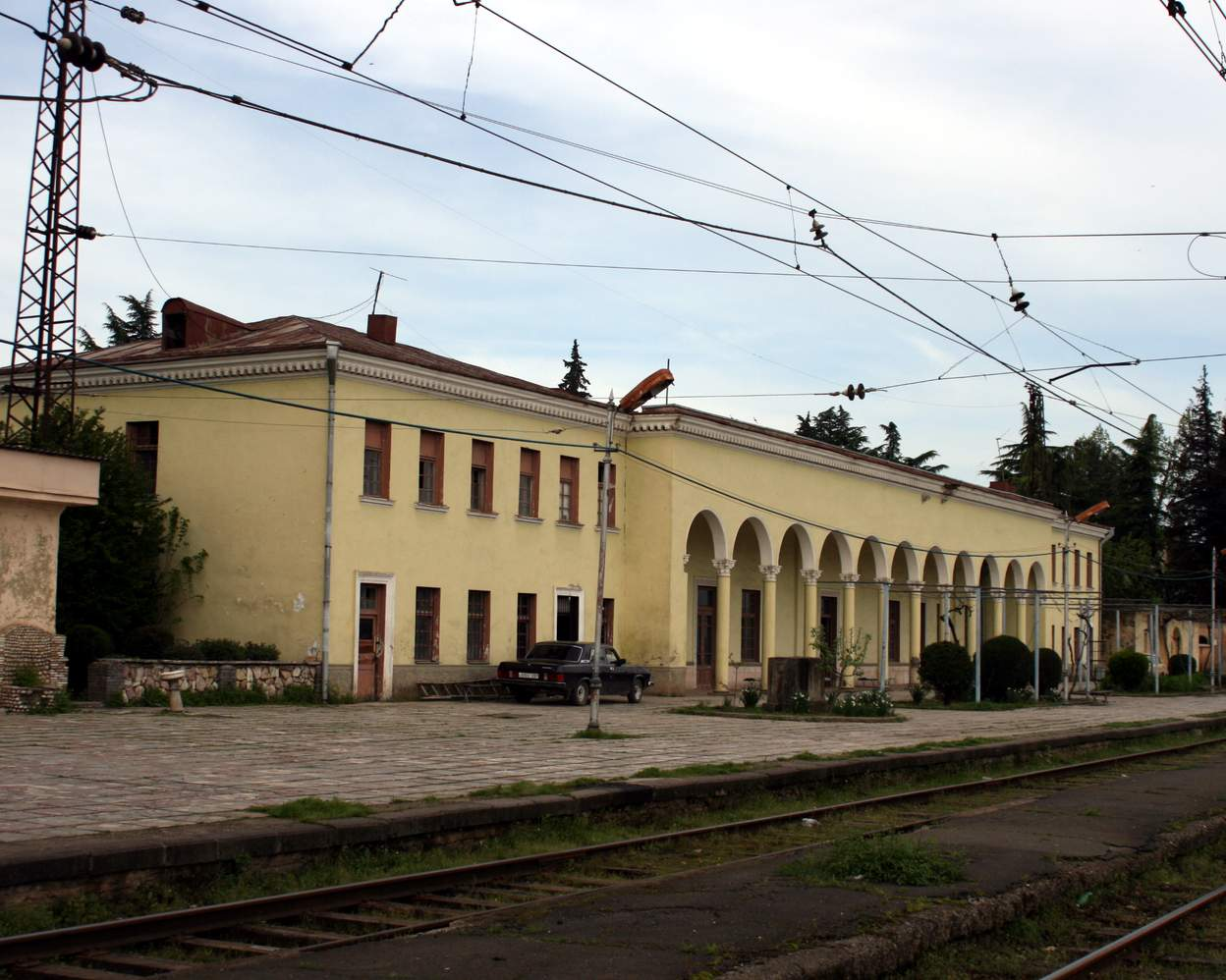
Estación de trenes de Guryaani

## Ciudades hermanadas
Guryaani está hermanada con las siguientes ciudades:
- Garadok, Bielorrusia.
- Laguardia, País Vasco, España.
- Pakruojis, Lituania.
- Piaseczno, Polonia.